# Microsoft FrontPage
Microsoft FrontPage was een wysiwyg-HTML-editor en websitebeheerprogramma van Microsoft. Het was beschikbaar voor Windows en Mac en maakte deel uit van Microsoft Office vanaf versie 2000 tot versie 2003. In Microsoft Office 2007 werd het vervangen door de nieuwe HTML-editor Microsoft Expression Web en het webdesignprogramma SharePoint Designer.

## Geschiedenis
FrontPage werd oorspronkelijk ontwikkeld door het bedrijf Vermeer Technologies Incorporated. In 1996 werd Vermeer aangekocht door Microsoft. Het werd bij Microsoft Office gevoegd in versie 2000.

## Tijdlijn
Vroeger vereiste FrontPage speciale plug-ins (bekend als FrontPage Server Extensions) op de doel-webserver om alle Frontpage-mogelijkheden ook te kunnen gebruiken. Nieuwere versies werken ook (gedeeltelijk) met het WebDAV-protocol van het W3C.
Een versie voor Mac werd gelanceerd in 1998. Deze had echter minder functionaliteit dan de Windows-versie en er is nooit een nieuwere versie uitgekomen.
Microsoft FrontPage wordt niet meer ontwikkeld en zit derhalve niet meer in de laatste versies (sinds versie 2007) van Office.